# Chillón (apellido)
El apellido Chillón es un antiguo apellido español, que es poco frecuente y repartido por España.

## Distribución geográfica del apellido Chillón en España
| Provincias             | Número de personas con el apellido |
| ---------------------- | ---------------------------------- |
| Madrid                 | 236                                |
| Barcelona              | 197                                |
| Zamora                 | 104                                |
| Granada                | 83                                 |
| Jaén                   | 60                                 |
| Toledo                 | 69                                 |
| Castellón              | 51                                 |
| Tarragona              | 49                                 |
| Valladolid             | 43                                 |
| Vizcaya                | 41                                 |
| Murcia                 | 37                                 |
| Illes Balears          | 36                                 |
| Alicante               | 34                                 |
| Álava                  | 21                                 |
| Guipúzcoa              | 21                                 |
| Asturias               | 21                                 |
| Pontevedra             | 19                                 |
| Salamanca              | 18                                 |
| Cantabria              | 17                                 |
| Almería                | 14                                 |
| Santa Cruz de Tenerife | 14                                 |
| Ourense                | 12                                 |
| Guadalajara            | 11                                 |
| Palencia               | 9                                  |
| Burgos                 | 6                                  |
| Huesca                 | 6                                  |
| Segovia                | 5                                  |
| Ávila                  | 0                                  |
| Cáceres                | 0                                  |

## Distribución geográfica del apellido Chillón en el mundo
| País           | Número de personas con el apellido |
| -------------- | ---------------------------------- |
| España         | 1,408                              |
| Francia        | 343                                |
| México         | 288                                |
| Italia         | 235                                |
| Colombia       | 175                                |
| Argentina      | 134                                |
| Perú           | 71                                 |
| Estados Unidos | 61                                 |
| Suiza          | 27                                 |
| Alemania       | 3                                  |
| Brasil         | 2                                  |
| Luxemburgo     | 2                                  |
| Venezuela      | 1                                  |
| Nicaragua      | 1                                  |
| Inglaterra     | 1                                  |
| Cuba           | 1                                  |
| Noruega        | 1                                  |
| Tailandia      | 1                                  |
| Ecuador        | 1                                  |